# Internationales Institut für Bildungsplanung der UNESCO
Das Internationale Institut für Bildungsplanung (IIEP-UNESCO, teils lediglich IIEP) wurde im Jahr 1963 in Paris auf Initiative der Organisation der Vereinten Nationen für Bildung, Wissenschaft und Kultur (UNESCO) gegründet. Das IIEP ist eine Kategorie-1-Organisation der UNESCO. Die Institute oder Zentren, die der Kategorie 1 angehören, sind institutionell und formaljuristisch an die UNESCO angebunden und gelten als integraler Bestandteil des UNESCO-Programms und des Haushalts der UNESCO.
Im Rahmen seines 60. Jubiläums hat das IIEP seine sechs Prioritäten neu aufgestellt. Dazu zählen Planung und Management von Lernangeboten, Bildungsgerechtigkeit, Geschlechtergerechtigkeit sowie Inklusion in der Bildung, Transparenz in der Bildungsgovernance und der Bildungsfinanzierung, digitale Technologien, Resilienz in Hinblick auf Krisen, Klimawandel und extreme Wetterereignisse sowie Fähigkeiten für die Zukunft.

## Geschichte
Ein Ausschuss unter dem Vorsitz von Sir Alexander Carr-Saunders und mit Guy Benveniste als Berichterstatter trat im Juni 1962 zusammen und empfahl die Gründung des Instituts. Die Generalkonferenz der UNESCO nahm die Empfehlungen im Herbst 1962 an, und die französische Regierung stellte ein Gebäude für die neue Einrichtung zur Verfügung. Philip Hall Coombs, der erste stellvertretende Staatssekretär für Bildung und Kultur in der Regierung Kennedy, wurde 1963 zum ersten Direktor des Instituts ernannt.
Obwohl das Institut ein Zweig der UNESCO war, wurde es als eine halbautonome Organisation mit einem eigenen Verwaltungsrat gegründet, der von einem vom Generaldirektor der UNESCO ernannten Vorsitzenden geleitet wurde. Ursprünglich wurde das Institut gemeinsam von der UNESCO und der Weltbank (IBRD) finanziert, da die Weltbank gerade damit begonnen hatte, Bildungsprojekte in Entwicklungsländern zu finanzieren. In den ersten Jahren wurde es auch von der Ford Foundation unterstützt. Später wurde es enger in die UNESCO integriert und hauptsächlich von ihr finanziert.

## Mandat
Seit seiner Gründung umfasst das Mandat des IIEP sowohl die Erarbeitung und Bereitstellung weitreichender Analyse- und Recherchetools in der Bildungsplanung als auch den Aufbau von Kapazitäten in den UNESCO-Mitgliedstaaten. Die Bildungsplanung zielt darauf ab, Bildungssysteme auf Anfrage der jeweils zuständigen Bildungsministerien zu stärken, damit die Bildungsministerien ihre nationalen Ziele sowie die international vereinbarten Politikziele erreichen. In der Praxis bedeutet das, dass das IIEP vorrangig Beamte von Bildungsministerien dabei unterstützt, das jeweilige bisherige Bildungssystem zu analysieren und mit konkreten Policy-Vorschlägen zu unterstützen.
Im Vordergrund steht dabei das nachhaltige Entwicklungsziel 4, hochwertige Bildung sowie die Agenda Bildung 2030. Das IIEP stellt ebenfalls Bildungsformate und Plattformen für Partnerorganisationen in der internationalen Zusammenarbeit zur Verfügung. Auf diese Weise teilt das IIEP seine jahrzehntelange Expertise im Bereich der Bildungsplanung sowie seine Tools in Bereichen wie der krisen- und klimaresilienten Bildungsplanung, dem digitalen Lernen und Anti-Korruptions-Maßnahmen.
Die Arbeit des IIEP basiert auf drei Säulen, die gemeinsam dazu beitragen sollen, die Kapazitäten von Bildungssystemen zu erhöhen. Erstens umfasst dies die Produktion und den Transfer von Wissen. Zweitens bietet das IIEP Schulungen in Englisch, Französisch, Spanisch und Portugiesisch für Bildungsministerien und andere relevante Parteien an. Drittens umfasst es technische Zusammenarbeit zur Erstellung von Bildungssektoranalysen und Bildungssektorplänen. Die Kombination dieser drei Säulen macht das IIEP zu einer UN-Organisation, die besonders flexibel auf die Bedürfnisse ihrer Zielgruppe im Bildungssektor eingehen kann.

## Planung im Bildungssektor
Während die Trainings und die Forschung historisch fest im IIEP verankert sind, ist das Institut seit Mitte der 1990er Jahre in die operative technische Zusammenarbeit eingebunden. Seit seiner Gründung hat das IIEP bisher 2.000 Wissensprodukte veröffentlicht und sie in 35 Sprachen übersetzt. Die Trainings wurden von fast 24.000 Bildungsexperten in Anspruch genommen. Laut Angaben des Jahresberichtes 2023 hat das IIEP 19 Bildungssektoranalysen sowie Bildungssektorpläne verfasst und ausgearbeitet.
Bildungssektoranalysen konzentrieren sich auf die Zusammenstellung und Interpretation von bildungsspezifischen Daten, die in den Partnerländern teils nur fragmentiert in den Bildungsministerien oder bei den implementierenden Partnerorganisation, wie z. B. dem Kinderhilfswerk der Vereinten Nationen (UNICEF) oder dem Hohen Flüchtlingskommissar der Vereinten Nationen (UNHCR), vorhanden sind.
Bildungssektorpläne hingegen können als Arbeitsprogramme zur Umsetzung nationaler und internationaler Bildungsziele verstanden werden. Beide Policy-Produkte werden ausschließlich auf Anfrage der zuständigen Regierung angefertigt und beruhen auf einer engen Kooperation zwischen dem IIEP, Beamten von Bildungsministerien, weiteren verantwortlichen Behörden oder lokalen Bildungsgruppen.